# Península Borden
La península Borden és una península que es troba a l'extrem nord de l'illa de Baffin, a la regió Qikiqtaaluk de Nunavut, Canadà. Queda al sud de l'estret de Lancaster. En la part nord-oriental de la península Borden hi ha el Parc Nacional Sirmilik. Durant dècades a la península hi ha hagut explotacions mineres, especialment en busca de diamants.

## Geografia
La península Borden s'estén cap al nord al llarg de 225 km, amb una amplada que varia entre els 64 i els 169 quilòmetres. La part septentrional, incloent les muntanyes Hartz, està composta per roques planes que s'alcen fins als 914 msnm. La badia Admiralty forma el límit occidental, mentre la badia Navy Board forma un límit oriental, separant la península de l'illa de Bylot. Els penyasegats de la badia Navy Board s'alcen fins als 457 m.

## Població
La comunitat inuit d'Arctic Bay, amb 823 habitants, es troba a la costa occidental.